# Lucien Durrieux
Lucien Philippe Marie Antoine Durrieux (Saint-Jean-Cap-Ferrat, 9 februari 1906 - Cambo-les-Bains, 15 november 1984), hertog van Tervuren, was een van de twee buitenechtelijke zonen van koning Leopold II van België uit zijn relatie met zijn minnares, Blanche Delacroix.

## Biografie
Lucien Durrieux werd geboren in de villa Les Cèdres te Saint-Jean-Cap-Ferrat, gebouwd in opdracht van Leopold II. Doordat zijn ouders niet gehuwd waren verkreeg Lucien de titel van Prins van België niet. Toch verleende zijn biologische vader, Leopold II van België, hem de dynastieke titel Hertog van Tervuren. Dit werd vastgelegd in een koninklijk besluit dat nooit gepubliceerd werd en bijgevolg ook nooit rechtsgeldig was. De verwijzing naar Tervuren in de titel heeft te maken met het Koninklijk Museum voor Midden-Afrika dat Leopold II in Tervuren liet bouwen nadat hij Congo als kolonie wist te verwerven. Luciens jongere broer, Philippe Durrieux, verkreeg de titel Graaf van Ravenstein. Lucien Thiriar, neef van de lijfarts van de koning, werd de peter van Lucien. Leopold was naar verluidt zeer gelukkig met de geboorte van zijn zoon omdat hij uit zijn huwelijk met Marie Henriëtte van Oostenrijk drie dochters en een jong overleden zoon had en hij op dat moment dus nog geen troonopvolger had. Hij was echter ook teleurgesteld omdat Lucien nooit een troonopvolger zou kunnen zijn omdat hij niet voortkwam uit een huwelijk.
Zijn moeder, Blanche Delacroix, erkende hem officieel als haar zoon op 23 december 1907 te Parijs, enkele maanden na de geboorte van zijn broer Philippe. Na de dood van koning Leopold trouwde zijn moeder met Antoine Durrieux op 18 augustus 1910. Antoine was reeds haar minnaar voor haar affaire met de koning. Hierdoor kreeg Lucien de achternaam van zijn stiefvader. Deze had hem en zijn broer acht dagen voor het huwelijk met hun moeder erkend als zijn zonen. Lucien was op dat moment vier jaar oud. De familienaam die Lucien voor dit huwelijk droeg is onbekend, maar vermoedelijk was dit Delacroix, naar zijn moeder.
Durrieux werd vertegenwoordiger in tandheelkundige toestellen na het uitoefenen van diverse beroepen, waaronder hotelier in het Baskenland. Hij trouwde in 1927 met Lucie Gracieuse Mundutey (1900-2005). Het burgerlijk huwelijk vond plaats in het stadhuis van Poissy op 26 februari 1927 en de religieuze plechtigheid vond enkele dagen later, op 1 maart, plaats in de Église de Saint-Ferdinand des Ternes, gelegen in het 18e arrondissement van Parijs. Het echtpaar kreeg geen kinderen, waardoor deze rechtstreekse tak in mannelijke lijn van koning Leopold II uitstierf.

### Contact met de Belgische koninklijke familie
Durrieux werd financieel geholpen door enkele leden van de Belgische koninklijke familie. Prins Karel, de latere prins-regent, stuurde zijn moeder een maandelijkse toelage van 3.000 Belgische franken en Lucien zelf kreeg in 1934 25.000 Belgische franken van de Belgische consul in Bayonne in opdracht van koning Albert I van België.

### Overlijden
Hij overleed op 15 november 1984 te Cambo-les-Bains, de geboorteplaats van zijn echtgenote en sterfplaats van zijn moeder, op 78-jarige leeftijd. Er waren geen leden van de Belgische koninklijke familie aanwezig op de uitvaartplechtigheid.

## Trivia
- Sommigen beweerden dat hij sprekend op Leopold II leek, wat gestaafd kan worden door diverse foto's.
- Lucien en Philippe Durrieux zouden hun vader, Leopold II, als kind Colas genoemd hebben, daar hij op Sinterklaas (Saint-Nicolas) leek door zijn baard.